# Prepolno
Prepolno is een plaats in de gemeente Sveti Ivan Zelina in de Kroatische provincie Zagreb. De plaats telt 81 inwoners (2001).